# Élodie Tirel
 (août 2024).
Si vous disposez d'ouvrages ou d'articles de référence ou si vous connaissez des sites web de qualité traitant du thème abordé ici, merci de compléter l'article en donnant les références utiles à sa vérifiabilité et en les liant à la section « Notes et références ».
Élodie Tirel (née le 15 mai 1972 à Caen) est une écrivaine française de littérature fantastique, lauréate du Prix Merlin 2008, du Prix Pierre Bottero pour É-Den en 2015 et du Prix des Mots de l'ouest pour le tome 1 d'Epsilon, en 2014.

## Biographie
C'est en 2004, à 32 ans ans, qu'elle présente son premier roman, Les Héritiers du Stiryx, publié aux éditions Milan. Cet ouvrage a reçu le prix Merlin en 2008.

## Œuvres
- Les Héritiers du Stiryx, Éditions Milan (2007)
- L'Elfe de lune, Éditions Michel Quintin (2009-2013)
  1. La Cité maudite
  2. La Vengeance des elfes noirs
  3. Le Combat des dieux
  4. La Dernière Dragonne
  5. La Fleur de sang
  6. Le Maître des loups
  7. Les Adorateurs du scorpion
  8. Le Palais des brumes
  9. La Cité océane
  10. L'invasion des hommes-rats
  11. Le baiser de l'araignée
  12. L'ultime affrontement
- Zâa, Éditions Michel Quintin (2012-2014)
  1. Le passeur
  2. Le Stiryx
  3. Le complot
  4. Le Medzador
  5. Le chevalier de l'ombre
  6. L'héritier
- Mémoris, Éditions Michel Quintin (2013)
- É-Den, Éditions Michel Quintin (2014-2015)
  1. Les survivants
  2. La traque
  3. Les mutants
- Epsilon, Éditions Michel Quintin (2016-2017)
  1. L'autre Terre
  2. Les griffes de la nuit
  3. Le secret des chimères
  4. Les oubliés
  5. La reconquête
  6. Le treizième portail

- A double tour, Les Presses Littéraires (Janvier 2021)

- Les enfants de Moëbius, Éditions Michel Quintin (2021- ... )

- 1. Le sanctuaire